# Gustav Basson
Gustav Basson (23 februari 1996) is een Zuid-Afrikaans wielrenner die anno 2023 uitkomt voor Team DMS Pro Cycling.

## Carrière
Tijdens zijn jeugd doet Basson aan rugby en hardlopen, totdat hij wordt gediagnosticeerd met de ziekte van Scheuermann. Na die diagnose begint hij, op zijn zeventiende, met wielrennen.
In zijn tweede jaar als junior wordt Basson nationaal kampioen tijdrijden. Tijdens de Afrikaanse Spelen van 2015 won Basson, samen met Hendrik Kruger, Shaun-Nick Bester en Reynard Butler, de ploegentijdrit. Een dag later was enkel Meron Teshome sneller dan Basson in de individuele tijdrit. Eerder dat jaar was hij al derde geworden in het nationale kampioenschap tijdrijden voor beloften.
In 2018 won Basson de eerste etappe in de Ronde van Limpopo, een Zuid-Afrikaanse etappekoers die dat jaar voor het eerst op de UCI-kalender stond.

## Overwinningen
2014
 Zuid-Afrikaans kampioen tijdrijden, Junioren
2015
 Ploegentijdrit op de Afrikaanse Spelen
2018
1e en 3e etappe Ronde van Limpopo
Eind- en jongerenklassement Ronde van Limpopo
Eindklassement Ronde van Mauritius
2019
2e etappe Tour of Good Hope
1e etappe Ronde van Limpopo
Les challenges de la Marche Verte-GP Al Massira
3e etappe Challenge International du Sahara Marocain
Eind- en puntenklassement Challenge International du Sahara Marocain
2021
 Afrikaans kampioenschap ploegentijdrit
 Afrikaans kampioenschap gemengde ploegenestafette
2022
 Afrikaans kampioen tijdrijden
3e etappe Ronde van Sakarya
2023
4e etappe Tour du Cap

## Resultaten in voornaamste wedstrijden
|      | \| Jaar \| \| WK op de weg \| \| ---- \| \| ------------ \| \| 2021 \| \| opgave \| \| 2022 \| \| opgave \| |              |
| Jaar | | WK op de weg |
| 2021 | | opgave       |
| 2022 | | opgave       |

## Ploegen
- 2019 –  TEG Pro Cycling
- 2020 –  ProTouch
- 2021 –  ProTouch
- 2022 –  ProTouch
- 2023 –  Team DMS Pro Cycling